# Татаркино (Башкортостан)
Тата́ркино (баш. Татаркин) — деревня в Янаульском районе Башкортостана. Входит в Первомайский сельсовет.

## География
Расположена на речке Ване. 
Расстояние до районного центра и ближайшей железнодорожной станции — 17 км.

## История
В 1795 году в деревне Татаркино насчитывалось 29 душ дворцовых и 6 душ ясачных крестьян мужского пола.
В 1870 году Татаркина — деревня 3-го стана Бирского уезда Уфимской губернии с 52 дворами и 412 жителями (205 мужчин, 207 женщин), все русские. Имелась часовня, 3 водяные мельницы, жители занимались пчеловодством.
В 1896 году в деревне Черауловской волости VII стана Бирского уезда 128 дворов и 746 жителей (346 мужчин и 400 женщин). Из заведений имелись часовня, хлебозапасный магазин, 4 мельницы, торговая лавка и 2 маслобойных завода.
По данным переписи 1897 года в деревне проживало 755 жителей (343 мужчины и 412 женщин), из них 753 были православными.
С 1904 года действовала школа духовного ведомства в арендуемом частном доме.
В 1920 году по официальным данным в деревне Татаркино 121 двор и 653 жителя (270 мужчин, 383 женщины), по данным подворного подсчета — 723 жителя (все русские) в 129 хозяйствах.
В 1926 году деревня относилась к Краснохолмской волости Бирского кантона Башкирской АССР.
Во время Великой Отечественной войны действовал колхоз имени Фрунзе.
В 1982 году население — около 10 человек.
В 1989 году — 9 человек (4 мужчины, 5 женщин).
В 2002 году — 4 человека (3 мужчины, 1 женщина), русские (100 %).
В 2010 году — без населения.

## Население
| 2002 | 2010 |
| ---- | ---- |
| 4    | ↘0   |